# 深圳公交E7路
深圳公交E7路，是从深圳北站开往龙岗义乌总站的快线公交，由深圳市东部公共交通有限公司运营。

## 线路简介
- 深圳公交E7路由深圳市东部公共交通有限公司营运。
- E7路从深圳北站开往龙岗义乌总站，全长45公里，单程行驶时间约为80分钟；行走S28水官高速公路。
- 服务时间：龙岗义乌总站06:00-20:30；深圳北站07:20-21:30
- 发车间隔：20-30分钟一班（平峰期）；10-15分钟一班（高峰期）

## 途径站点
| 深圳北站方向 | 深圳北站方向   | 深圳北站方向   | 龙岗义乌总站方向 | 龙岗义乌总站方向 | 龙岗义乌总站方向 |
| ------------ | -------------- | -------------- | ---------------- | ---------------- | ---------------- |
| 車站         | 車站名稱       | 位置           | 車站             | 車站名稱         | 位置             |
| 1            | 龙岗义乌总站   | 同富路         | 1                | 深圳北站         | 深圳北站东广场   |
| 2            | 义乌小商品市场 | 鸿基路         | 2                | 民康路口         | 民治大道         |
| 3            | 双龙地铁站③    | 龙岗大道       | 3                | 沙吓             | 民治大道         |
| 4            | 龙岗长途客运站 | 龙岗大道       | 4                | 坂田地铁站       | 布龙路           |
| 5            | 世贸百货       | 龙翔大道       | 5                | 信息学院①        | 龙翔大道         |
| 6            | 建新社区       | 龙翔大道       | 6                | 建新社区         | 龙翔大道         |
| 7            | 信息学院       | 龙翔大道       | 7                | 世贸百货         | 龙翔大道         |
| 8            | 坂田地铁站     | 布龙路         | 8                | 龙岗长途客运站   | 龙岗大道         |
| 9            | 沙吓           | 民治大道       | 9                | 双龙地铁站③      | 龙岗大道         |
| 10           | 民康路口       | 民治大道       | 10               | 义乌小商品市场   | 鸿基路           |
| 11           | 深圳北站       | 深圳北站东广场 | 11               | 龙岗义乌总站     | 同富路           |

## 历史
- 深圳公交E7路快线于2008年12月筹划开通，为深圳“三层次公交线网”中的快线，是全深圳第一批以E字开头的新线，但当时由于东部公交车辆购置问题及宝安区方面的总站问题，尚未正式营运。[1]
- 2011年7月，深圳公交E7路才正式营运，开通时用车是10部东部公交新购进的金龙客车XMQ6106G（2011年绍兴生产）的干线色版本。
- 2011年9月，E7路从K651路调配10部金龙客车XMQ6106G的快线色版本（2010年绍兴生产），E7路配车增加至20部。
- 2011年12月，E7路由于停站少，客流少，且该线路要进行成本规制，把其中5部干线色XMQ6106G调往651路营运，E7路的配车数量减少至15部。
- 2012年7月1日，E7路一端起讫站由“罗田路西总站”搬迁至“深圳北站”，取消新安及西丽的停靠站点，增加坂田及龙城的停靠站点。
- 2013年，E7路的票价由有人售票“上车2元，全程9元”调整无人售票“一票制6元”，并增加一部海格客车KLQ6920QE3。

## 资料来源
1. ↑  .   [2012年2月17日]. （原始内容存档于2016年3月4日）. 深圳公交实现“立体化” 特区内外出行一小时搞定